# Arboreto de D. A. "Andy" Anderson

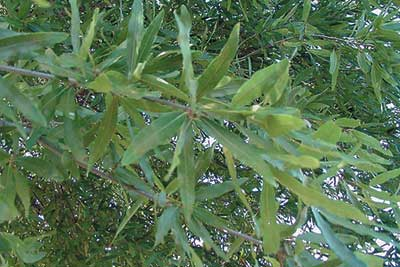
Quercus phellos hojas del roble sauce nativo de la zona este de Texas.

El Arboreto D. A. "Andy" Anderson (en inglés : D. A. "Andy" Anderson Arboretum anteriormente llamado Brazos County Arboretum,es un arboreto y jardín botánico de 17 acres (unas 8 hectáreas) de extensión, especializado en plantas nativas de Texas. Está administrado por la municipalidad de College Station, Texas, Estados Unidos.

## Localización
El arboreto está delimitado por el "Bee Creek" (Arroyo de la abeja), la calle Business 6, y el cementerio.
D. A. "Andy" Anderson Arboretum, 1900 Anderson Street College Station, Brazos County, Texas, United States of America-Estados Unidos de América.
El jardín está abierto todo el año y la entrada es gratuita.

## Historia
El arboreto fue creado en 1976 por iniciativa municipal como parte de la celebración del bicentenario de los EE. UU., y retitulado en 1986 para honrar al anterior alcalde Andy Anderson. 
El « Texas Parks and Wildlife Department » proporciona parte de los fondos del mantenimiento del arboreto.

## Colecciones
El arboreto D.A. Anderson, es un lugar en donde se cultivan los árboles y arbustos nativos de Texas con fines educativos y científicos.
Contiene un abrigo y unas sendas interpretativas en las que se describen las plantas nativas de Texas. 
Solapado al arboreto se encuentra el "Bee Creek Park" de 26.5 acres de extensión. 